# علی بیچیم
علی بیچیم (انگلیسی: Ali Biçim؛ زادهٔ ۱۷ آوریل ۱۹۸۷) بازیگر اهل ترکیه است.